# Ducado de Noailles
El título de Duque de Noailles, fue creado en 1663 para Anne de Noailles, Conde de Ayen.
Noailles es el nombre de una gran familia francesa, derivada del castillo de Noailles en el territorio de Ayen, entre Brive y Turenne en el Limousin, y que se remonta al siglo XI. No adquirió fama hasta el siglo XVI, cuando su jefe, Antoine de Noailles (1504-1562), se convirtió en almirante de Francia y fue embajador en Inglaterra durante tres importantes años, 1553-1556, manteniendo una galante pero infructuosa rivalidad con el embajador español, Simon Renard.
Enrique (1554-1623), hijo de Antonio, fue comandante en las guerras religiosas y fue nombrado conde de Ayen por Enrique IV de Francia en 1593.
El título de Duque de Ayen también fue otorgado a la familia. Sin embargo, el heredero del ducado de Noailles era usualmente llamado el Príncipe de Poix.
La familia era propietaria de una lujosa casa en París llamada Hôtel de Noailles.

## Lista de los duques de Noailles
1. Anne de Noailles (1663-1678). 1.º Duque de Noailles.
2. Anne-Jules de Noailles (1678-1708). 2.º Duque de Noailles.
3. Adrien Maurice de Noailles (1708-1766). 3.º Duque de Noailles.
4. Luis de Noailles (1766-1793). 4.º Duque de Noailles.
5. Jean de Noailles (1793-1824). 5.º Duque de Noailles.
6. Pablo de Noailles (1824-1885). 6.º Duque de Noailles.
7. Jules Charles Victurnien de Noailles (1885-1895). 7.º Duque de Noailles.
8. Adriano de Noailles (1895-1953). 8.º Duque de Noailles.
9. François de Noailles (1953-2009). 9.º Duque de Noailles.
10. Hélie de Noailles (2009-presente). 10.º Duque de Noailles.

El actual titular del título es Hélie de Noailles, pero como Francia es ahora una república, los títulos no están reconocidos oficialmente.